# ロブリー・ド・ブリュイン＝ファン・エッケンシュタイン転位
ロブリー・ド・ブリュイン＝アルベルダ・ファン・エッケンシュタイン転位反応（ロブリー・ド・ブリュイン＝アルベルダ・ファン・エッケンシュタインてんいはんのう、英: Lobry de Bruyn–van Ekenstein transformation）または、ロブリー・ド・ブリュイン＝アルベルダ＝ファン・エッケンシュタイン転位反応（Lobry de Bruyn–Alberda–van Ekenstein transformation）は、塩基を触媒としたアルドース-ケトース間の異性化反応である。この反応は1885年にロブリー・ドブリュイン (Cornelis Adriaan Lobry van Troostenburg de Bruyn) とアルベルダ・ファン・エッケンシュタイン (Willem Alberda van Ekenstein) によって発見された。また、この反応はケトースの工業生産に利用されている。

## 反応機構
次の図は反応機構を表す。Rは任意の有機残基。
反応物と生成物の化学平衡は濃度、溶媒、pH、温度に依存する。この反応では、アルドースとケトースの平衡混合物が得られ、グリセルアルデヒドとジヒドロキシアセトンのそれはグリセロースと呼ばれる。
ロブリードブリュインファンエッケンシュタイン転位の中で最も一般的に認知されているのはフルクトースの平衡で登場する鎖状フルクトース内のα-ヒドロキシケト基(アシロイン)が持つ特殊な還元性に関する説明であろう。
噛み砕いて言うならケトエノール互変異性が2回起こっているものと考えるとよい。
α-ヒドロキシケト基がケトエノール互変異性によって一部がエノール形構造に変化し、それが再びケトエノール互変異性によって還元性を持つアルデヒド基を得る。

## 立体化学
最初の脱水素化の起こる炭素原子は立体中心として振る舞い、平衡反応によってエピ化が起こる。立体化学は反応中、エノール型になる段階で失われる。例えば下図の反応では最終的にグルコースとフルクトースとマンノースの混合物が得られる。